# Pere I de Sèrbia
Pere I de Sèrbia o de Iugoslàvia (Belgrad, 29 de juny de 1844-16 d'agost de 1921) va ser el rei de Sèrbia entre 1903 i 1918 i dels serbis, croats i eslovens entre 1918 i 1921. Fill d'Alexandre Karađorđević, el va acompanyar a l'exili el 1858. Va estar instal·lat a França, i va lluitar a la Guerra Francoprussiana. Va ser un dels organitzadors de l'alçament de Bòsnia contra Turquia el 1875. El 1903 va ser escollit rei de Sèrbia per l'assemblea nacional sèrbia. Després de la Primera Guerra Mundial, Pere es va convertir, a més de Sèrbia, rei de les regions on vivien eslovens i croats que van assolir aleshores la independència i que va donar lloc al regne dels serbis, croats i eslovens.